# Battaglia di Laswari
La battaglia di Laswari ebbe luogo il 1º novembre 1803 tra l'esercito della Compagnia britannica delle Indie orientali e quello della confederazione Maratha nel villaggio di Laswari (odierna Naswari), presso Alwar, durante la seconda guerra anglo-maratha. Dopo la successiva sconfitta di Argaon, Raghoji II Bhonsle di Nagpur il 17 dicembre 1803 firmò con i britannici il trattato di Deogaon, con il quale rinunciò alla provincia di Cuttack, compresa Balasore.

## La battaglia
Dopo aver preso d'assalto Aligarh il 4 settembre 1803, il generale Lake avanzò verso Delhi, dove l'esercito maratha guidato da Cuillier-Perron e da Bourquien fu nuovamente sconfitto. Alla fine di settembre, Lake lasciò Delhi e marciò verso Agra.
I britannici erano ansiosi di concludere la guerra neutralizzando l'ultimo consistente esercito della confederazione maratha, costituito da dodici battaglioni regolari che gli Scindia avevano inviato dal Deccan al comando dello chevalier Dudrenec. Quando quest'ultimo si arrese alle forze britanniche a Mathura, il comando dei battaglioni passò ad Ambaji Ingle, un ufficiale veterano maratha. I battaglioni, rimasti intatti, furono rinforzati da altri due fuggiti da Delhi. Questa ingente forza non fece alcun tentativo per impedire la cattura di Agra da parte di Lake, in quanto l'obiettivo degli Scindia era, per ragioni di prestigio, quello di riconquistare Delhi.
Il 27 ottobre 1803 il Lake marciò da Agra verso ovest per intercettare l'esercito maratha, che sapeva trovarsi nei pressi di Kathumar, una località a circa 43 km a nord-ovest di Bharatpur. Lake fu raggiunto il 29 ottobre 1803 da Ahmad Bakhsh Khan, vakil del sovrano di Alwar, con un corpo di truppe e un contingente di Meo, che diedero un utile aiuto nel fornire rifornimenti e informazioni sui movimenti dei maratha. I maratha, dopo aver bombardato Kathumar nel pomeriggio del 29 ottobre 1803, rimasero nei pressi della città finché non vennero a sapere dell'avanzata di Lake. Quando nella serata del 31 novembre 1803 giunse a Kathumar, Lake apprese che il nemico aveva lasciato il luogo la mattina stessa, ritirandosi verso nord, con l'intenzione di trincerarsi nel forte di Kishangarh. Lake decise di impegnare in una serie di marce forzate prima l'artiglieria e poi la fanteria, con l'obiettivo di raggiungere le forze maratha.
Lake le raggiunse il 1º novembre 1803 a Laswari, 32 km a est della città di Alwar, sulle rive del Ruparel. Le unità britanniche erano costituite da circa 10000 uomini ed erano supportate dalle truppe alleate di Alwar, mentre quelle degli Scindia erano costituite da 9000 veterani di fanteria e da 5000 cavalieri. I primi scontri coinvolsero solo tre brigate di cavalleria britannica, che con ripetute cariche riuscirono però a contenere l'esercito maratha fino all'arrivo della fanteria. Un attacco ben manovrato portò i maratha sull'orlo del completo annientamento. I britannici catturarono 71 cannoni e una grande quantità di munizioni e provviste. Lake scrisse in seguito: "Non mi sono mai trovato in una situazione così grave in vita mia [...] Questi ragazzi hanno combattuto come diavoli, o piuttosto come eroi". L'esercito maratha subì perdite pesantissime: 7000 morti e 2000 prigionieri. Le perdite britanniche ammontarono poco più di 800 uomini, tra i quali molti ufficiali e il figlio di Lake.